# Тихомиров, Нил Иванович
Нил Иванович Тихомиров (1857 — после 1917) — русский государственный деятель, попечитель Оренбургского и Западно-Сибирского учебных округов. Тайный советник.

## Биография
Родился в 1857 году. После окончания Санкт-Петербургского историко-филологического института в июне 1879 года был назначен учителем русского и древних языков в Херсонскую прогимназию, откуда 1 августа 1881 года переведён в рижскую Александровскую гимназию преподавателем русского и латинского языков; с 15 сентября 1886 года до 1891 года — инспектор этой гимназии. Кроме этого, в 1885—1886 годах он был член испытательного комитета Рижского учебного округа.
В 1891—1893 годах был директором Дерптской учительской семинарии (или Екатеринбургского учительского института); с 3 июня 1892 года имел чин статского советника). В 1894—1896 годах был директором Юрьевской гимназии. В 1900—1904 годах — инспектор студентов Юрьевского университета, затем окружной инспектор Рижского учебного округа. С 1 января 1901 года — действительный статский советник.
Был причислен к собственной Е. И. В. канцелярии по учреждениям императрицы Марии.
С 13 августа 1913 года по 10 октября 1915 года был попечителем Оренбургского учебного округа, затем — в той же должности в Западно-Сибирском учебном округе.
Имел награды: орден Св. Станислава 2-й ст. (1894), орден Св. Анны 1-й, 2-й (1896) и 3-й ст., орден Св. Владимира 3-й ст. (1906), орден Св. Станислава 1-й ст. (1911).